# Vingelz

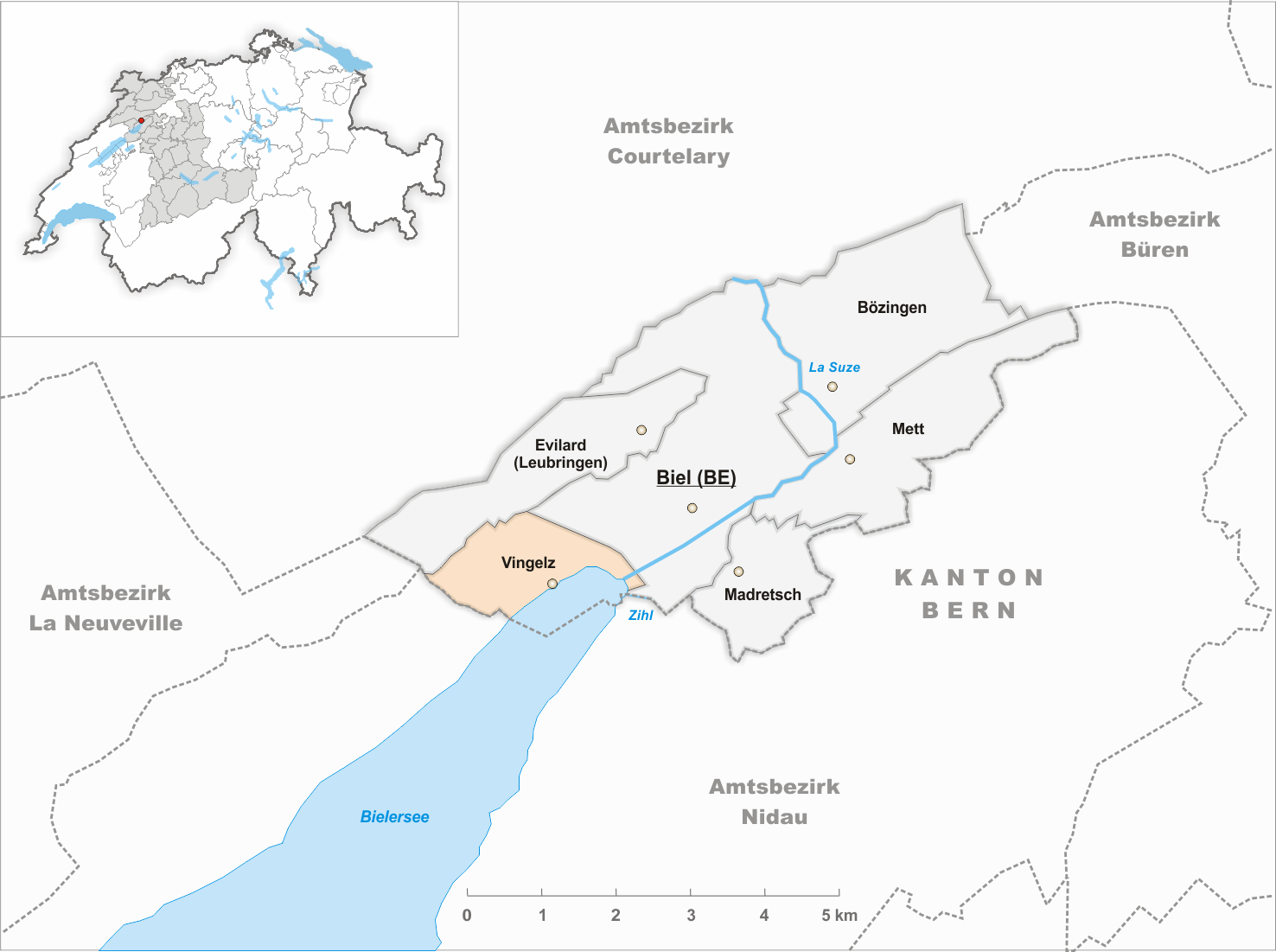
Gemeindestand vor der Fusion am 1. Januar 1900

Vingelz (französisch Vigneules) ist das einwohnerärmste Quartier der Stadt Biel/Bienne. Es ist eine ehemals selbstständige Gemeinde und wurde 1900 nach Biel eingemeindet. Vingelz ist das westlichste Quartier der Stadt und grenzt im Nordosten an das Quartier Rebberg, im Nordwesten an Leubringen (Evilard) und im Südwesten an Twann-Tüscherz sowie im Südosten an den Bielersee. Das Quartier erstreckt sich vom Ufer des Bielersees über den Seefels bis an die Hänge des Jurasüdfusses.

## Geschichte
Die ältesten bekannten Siedlungsspuren auf dem Gebiet der heutigen Stadt Biel sind Pfahlbauten im Bereich des Hafens von Vingelz. Die frühsten Fundstücke wurden auf das Jahr 2970 v. Chr. datiert. Diese Funde sind Teil der Prähistorischen Pfahlbauten um die Alpen, welche 2011 in das UNESCO-Weltkulturerbe aufgenommen wurden.
Eine erste Nennung von Vingelz ist 1181 als apud Wingelies verbürgt. Im Mittelalter gehörte Vingelz zum Meiertum Biel, es unterstand kirchlich und militärisch der Stadt Biel. 1770 hatte die Siedlung 70 Einwohner, 1850 127 Einwohner und 1888 265 Einwohner. Im Jahre 1900 wurde die vormalig unabhängige Gemeinde nach Biel eingemeindet.

## Verkehr
Das Quartier ist durch die Linie 11 der Verkehrsbetriebe Biel erschlossen.